# Lars Rønningen
Lars Rønningen (ur. 24 listopada 1965 w Oslo) – norweski zapaśnik walczący w stylu klasycznym. Trzykrotny olimpijczyk. Zajął siódme miejsce w Barcelonie 1992; ósmy w Los Angeles 1984 i odpadł w eliminacjach w Seulu 1988. Startował w wadze minimuszej do 48 kg.
Czterokrotny uczestnik mistrzostw świata. Zdobył srebrny medal w 1989 i brązowy w 1987, czwarty w 1986. Triumfator mistrzostw Europy w 1988 i 1992. Zdobył sześć medali na mistrzostwach nordyckich w latach 1981 - 1988. Czwarty w Pucharze Świata w 1989 roku.
Jest bratem Jona Rønningena, złotego medalisty olimpijskiego w zapasach z Seulu 1988 i Barcelony 1992.

## Letnie Igrzyska Olimpijskie 1984
| Konkurencja                    | Walki                  | Walki               | Klas. końcowa |
| Konkurencja                    | Pierwsza runda         | Druga runda         | Miejsce       |
| ------------------------------ | ---------------------- | ------------------- | ------------- |
| styl klasyczny, waga minimusza | Markus Scherer (FRG) P | Ikuzō Saitō (JPN) P | VIII miejsce  |

## Letnie Igrzyska Olimpijskie 1988
| Konkurencja                    | Walki                   | Walki               | Walki                | Klas. końcowa |
| Konkurencja                    | Pierwsza runda          | Druga runda         | Trzecia runda        | Miejsce       |
| ------------------------------ | ----------------------- | ------------------- | -------------------- | ------------- |
| styl klasyczny, waga minimusza | Vincenzo Maenza (ITA) P | Mark Fuller (USA) W | Bratan Cenow (BUL) P | eliminacje    |

## Letnie Igrzyska Olimpijskie 1992
| Konkurencja                    | Walki                   | Walki                   | Walki         | Walki                  | Klas. końcowa |
| Konkurencja                    | Pierwsza runda          | Druga runda             | Trzecia runda | Czwarta runda          | Miejsce       |
| ------------------------------ | ----------------------- | ----------------------- | ------------- | ---------------------- | ------------- |
| styl klasyczny, waga minimusza | Oleg Kuczerenko (EUN) P | Masanori Ōhashi (JPN) W | wolny los     | Wilber Sánchez (CUB) P | VII miejsce   |